# 白海
白海（はっかい、ホワイト海、英語: White Sea、ロシア語: Белое море 、フィンランド語: Vienanmeri 、カレリア語:Valgiemeri、ネネツ語: Сэрако ям）は、ロシア北西部に位置するバレンツ海の湾（属海）である。バレンツ海の最南部に位置し、西をカレリア、北をコラ半島に囲まれている。多くの湾があるが、主な湾はコラ半島を形成する北のカンダラクシャ湾、オネガ川が流れ込む南のオネガ湾、北ドヴィナ川が流入しアルハンゲリスクの町があるドヴィナ湾、湾の東の入口付近にあるメゼン湾など。北緯65度付近と高緯度にあるため、冬季には氷結する。カンダラクシャ湾は1976年に、オネガ湾の島々は1994年にラムサール条約登録地となった。
白海の南東岸には重要な港としてアルハンゲリスクがある。アルハンゲリスクはロシアの国際交易の歴史のなかで重要な存在であり、ロシアが18世紀にバルト海に進出する前はロシア唯一の海港として西欧（モスクワ会社）や北欧との貿易で栄えた。近代もポモールらによるノルウェー北部との交易・ポモール貿易が行われた。クリミア戦争でロシア軍を攻撃するために英国艦隊が派遣され攻撃されたこともある。アルハンゲリスクは後にソ連海軍の重要な拠点かつ潜水艦の基地となり、現在でもロシア海軍の北方艦隊が白海に対し睨みを利かせている。
1933年8月2日の白海・バルト海運河の完成以降、白海はバルト海と繋がっている。
なお、トルコ語では地中海を Akdeniz といい、ブルガリア語ではエーゲ海のことを Бяло море と呼ぶ。これらはいずれも「白海」（白い・海）の意味で、「黒海」に対比させた呼称である。